# Ie (familia)

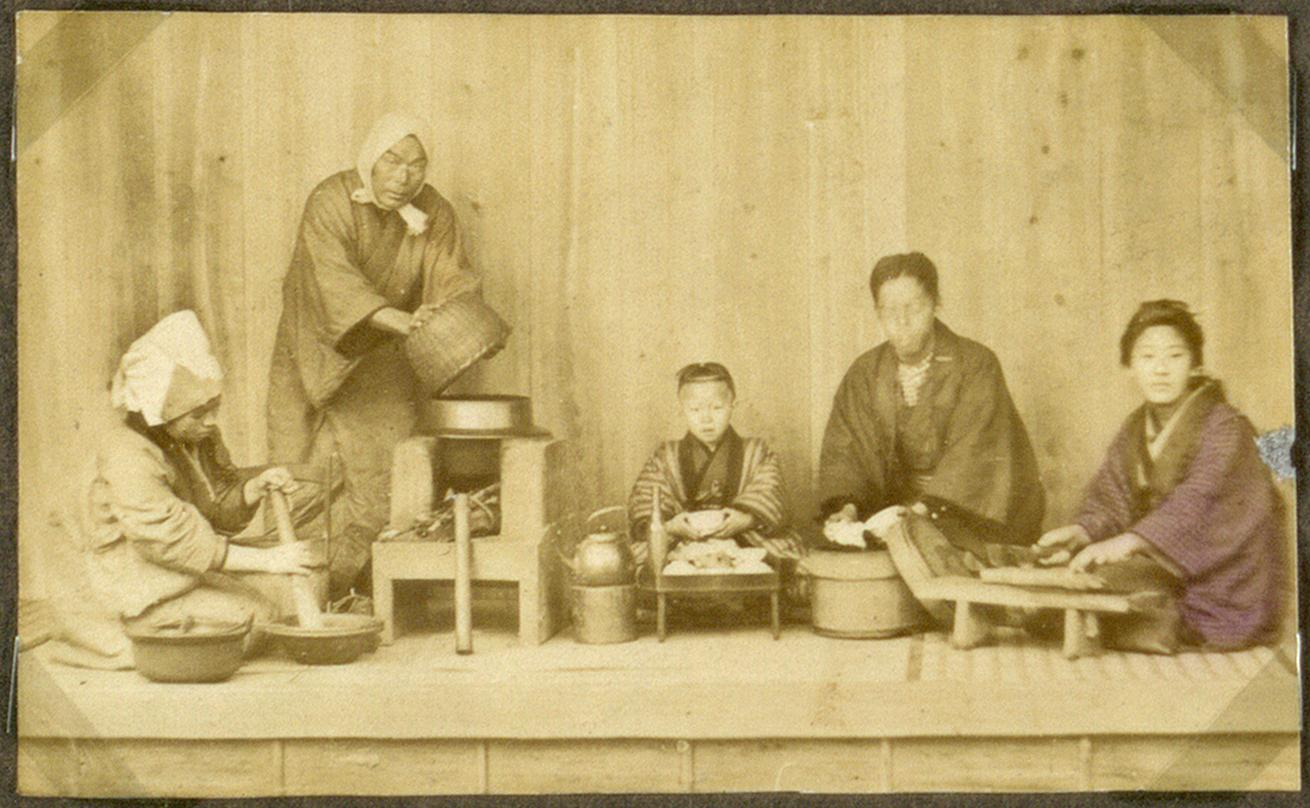
Ie, o familia tradicional japonesa

El ie (家?) o "familia", fue una antigua medida básica establecida por la ley japonesa desde 1898 hasta 1948. En el ie se estableció, a través del código civil, una unidad familiar regida por un patriarcado y basado en los preceptos confucianistas. En un ie lo conformaban los abuelos, su hijo y su esposa, y los hijos de estos. Fue abolido legalmente tras la Ocupación de Japón por los aliados, quienes buscaban la occidentalización del sistema familiar.